# Lipotriches doddii
Lipotriches doddii är en biart som först beskrevs av Cockerell 1905.  Lipotriches doddii ingår i släktet Lipotriches och familjen vägbin. Inga underarter finns listade i Catalogue of Life.